# Стахевич, Пётр
Пётр Стахевич (пол. Piotr Stachiewicz; 29 ноября 1858, Новосёлки-Гостинные, Австрийская империя — 14 апреля 1938, Краков, Польша) — польский живописец, жанрист и иллюстратор.

## Биография
В 1877—1883 годах прошёл курс обучения в краковской школе изящных искусств в классе Владислава Лужкевича, Александра Грыглевского и Флориана Цинка, после чего продолжил учёбу в Мюнхенской академии художеств (1883—1885).
В 1885 году Стахевич поселился в Кракове. Писал картины на религиозные и исторические сюжеты, жанровые полотна и портреты.
Наибольшую известность художнику принесли созданные им портреты женщин, одетых в малопольские (краковские) национальные наряды. Пётру Стахевичу принадлежит авторство мозаик, украшающих модернистский иезуитский костёл в Кракове.
Наиболее известные картины автора: «Рыцари на Бабьей горе», «Польский косиньер», «Молитва», «Импровизация», «Ракита», «По дороге в Сибирь».
Автор иллюстраций к «Quo vadis» Г. Сенкевича, произведениям Адама Мицкевича и М. Конопницкой.
Также Пётр Стахевич активно занимался созданием рекламных иллюстраций.
Совместно с Влодзимежем Тетмайером в 1931 году он издал красочный «Альбом цветных репродукций Величка» (пол. Album kolorowych reprodukcji Wieliczka). Был в числе организаторов краковского журнала «Świat».
Пётр Стахевич умер в Кракове и был похоронен на Раковицком кладбище.